# Ètica mundial
La qüestió d'una ètica mundial o ètica global (en alemany Weltethos) es deriva del llibre del professor i teòleg Hans Küng "Responsabilitat Global" (1990), que va ser publicat per primera vegada en anglès en 1991. A partir d'aquí en cooperació amb el Parlament de les Religions del Món, en sorgí la Declaració del II Parlament de les Religions del Món, celebrat a Chicago el 1993, el document Cap a una ètica mundial: una declaració inicial, que pretén establir un marc ètic mundial.
Després aquest marc també ha estat impulsat per la Fundació per a una Ètica Global.

## Cap a una ètica mundial: una declaració inicial
Després d'afirmar que "no és possible un nou ordre mundial sense una ètica mundial", pretén fixar, amb vista a un nou ordre mundial, certes normes ètiques inamovibles, absolutes.
Així es dona valor a la regla d'or:
| « | Regla d'or que, en el transcurs de mil·lennis, s'ha anat acreditant en moltes tradicions ètiques i religioses: no facis als altres el que no vols per a tu. Un principi que té un plantejament positiu: fes als altres el que vols que et facin a tu. Aquesta hauria de ser una norma incondicionada, absoluta, en totes les esferes de la vida, en la família i en les comunitats, per a les races, nacions i religions. | » |

Partint de la condició bàsica que tot ésser humà ha de rebre un tracte humà, es donen quatre orientacions inalterables:
1. Compromís a favor d'una cultura de no-violència i de respecte a tota vida
2. Compromís a favor d'una cultura de la solidaritat i d'un ordre econòmic just
3. Compromís a favor d'una cultura de la tolerància i d'un estil de vida honrat i veraç
4. Compromís a favor d'una cultura d'igualtat i companyonia entre home i dona

## Fundació per a una Ètica Global
El projecte Fundació per a una Ètica Global o Fundació Ètica Mundial pretén descriure els punts en comú entre les diferents religions del món i establir un conjunt de normes que es basin en uns principis fonamentals acceptats per totes. La Fundació per a una Ètica Global persegueix aconseguir les metes del projecte. Va ser fundada el 1995 per Karl Konrad, comte de Gröben, que va saber sobre el projecte a través del llibre "Projecte ètica mundial". Konrad va posar una important quantitat de diners a disposició de la fundació, amb els interessos està garantit el seu funcionament a llarg termini. El president honorari és Hans Küng.
La fundació es dedica a les següents activitats:
- Realització i promoció d'una investigació intercultural i interreligiosa.
- Estímul i realització d'un treball formatiu intercultural i interreligiós.
- Facilitar i donar suport la trobada intercultural i interreligiós necessari per al treball de recerca i de formació.